# هیرام توتل (ورزشکار)

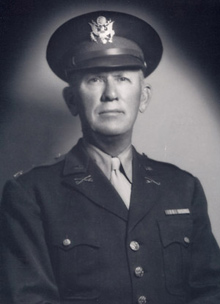
هیرام توتل در سال ۱۹۴۴

هیرام توتل (انگلیسی: Hiram Tuttle; ۲۲ دسامبر ۱۸۸۲ – ۱۱ نوامبر ۱۹۵۶) اهل ایالات متحده آمریکا بود.